# Сент-Илер, Карл Карлович
Карл Карлович Сент-Илер (1834—1901) — русский зоолог, методист в области преподавания естественных наук. Последователь немецкого зоолога А. Любена.

## Биография
Родился в 1834 году. По семейной легенде, был сыном офицера наполеоновской армии Карла Сент-Илера, женившегося на русской и принявшего православие и подданство.
В 1845 году начал учиться, пансионером, в 3-й Санкт-Петербургской гимназии, окончив её в 1852 году.
В 1856 году окончил курс кандидатом на физико-математическом факультете Санкт-Петербургского университета, где занимался зоологией у профессора С. С. Куторги и в музее Академии наук у академика Ф. Ф. Брандта. Был назначен на должность учителя естественных наук 2-й Санкт-Петербургской гимназии.
В 1860 году представил диссертацию на магистра зоологии: «Материалы для монографии семейства Дафнид» (СПб.: тип. Имп. Акад. наук, 1860. — 118 с.). Им был составлен учебник «Краткая зоология» (СПб.: тип. Ф. Беллизара, 1860. — 124 с.), а в 1869 году — «Элементарный курс зоологии с приложением задач и летних занятий по зоологии» (СПб.: Обществ. польза, 1869. — XII, 220 с.), выдержавший ряд переизданий (18-е изд. — СПб.: Обществ. польза, 1911). С 1863 года Сент-Илер писал статьи педагогического содержания в различных журналах, в их числе: «Опыт введения ручного труда в русскую школу» (1887).
В 1864—1878 годах преподавал на педагогических курсах при 2-й Петербургской военной гимназии; в 1864—1865 — в Мариинском институте; в 1864—1866 — естественную историю в 1-м реальном училище. В 1870—1877 годах он был преподавателем естественных наук на женских педагогических курсах и в Женском патриотическом институте. Участвовал в разработке «Материалов по вопросу о введении обязательного обучения в России» (1880).
В 1877—1897 годах состоял директором Петербургского учительского института, где преподавал педагогику и зоологию; ввёл в институте оригинальную систему подготовки учителей, организовал класс ручного труда, педагогические конференции студентов и др. К. К. Сент-Илер был также членом Особого отдела учёного комитета Министерства народного просвещения. В 1879 году был произведён в действительные статские советники, в 1896 году — в тайные советники.
Под его редакцией издано несколько капитальных переводных сочинений, в том числе «Жизнь животных» Брэма; он автор рассказов о животных («Сказка про сову», 1898) и др.
Простудился 25 мая 1901 года на освящении церкви и школьной дачи в Перкъярви, строительство которых он финансировал в память об умершем сыне-гимназисте Сергее. Умер от воспаления лёгких 11 июля 1901 года[по какому календарю?]. Похоронен на Смоленском православном кладбище (уч. 68).

## Семья
Жена: Александра Ипполитовна. Их сын, Константин Карлович, также стал зоологом.
Сент-Илеры владели двумя доходными домами по Б. Зелениной улице, №№ 19 и 21, и несколькими участками с деревянными домами на Выборгской стороне. Они были записаны на Александру Ипполитовну и сына Константина. Однако жили они на 13-й линии Васильевского острова, на директорской квартире Петербургского учительского института в доме № 28. После отставки главы семейства в 1898 году они переехали в собственный дом на Б. Зелениной улице, 19.